# SC DHfK Leipzig Handball
Der SC DHfK Leipzig e. V. Handball ist ein deutscher Handballverein aus Leipzig. Seit der Saison 2015/16 spielt die Mannschaft in der 1. Handball-Bundesliga. In den 1950er bis 1970er Jahren gewann der Verein einmal den Europapokal der Landesmeister, den Vorläufer der EHF Champions League, sechsmal die DDR-Meisterschaft und zweimal die Turniermeisterschaft.

## Männer

### Geschichte
Die Sektion Handball, die im Hallenhandball und Großfeldhandball (bis 1967) antrat, gehörte 1954 zu den Gründungssektionen des Sportclubs. Sie ging aus der HSG Wissenschaft DHfK hervor, deren Handballmannschaften 1952 den Spielbetrieb in der 1. Kreisklasse Leipzig aufnahmen und dank ihrer sehr guten Leistungen kontinuierlich Jahr für Jahr aufstiegen. Die Damenmannschaft spielte ab 1954 bereits in der Oberliga, der höchsten Spielklasse in der DDR, die Herren spielten zu diesem Zeitpunkt in der Bezirksliga und stiegen 1957 in die Oberliga auf. Nach dem Abstieg 1958 waren die Damen ein Jahr später (1959) wieder „ganz oben“ vertreten.

#### Erfolgsjahre ab 1959
Vor dem Mauerbau 1961 hat SC DHfK Leipzig zweimal am Internationales Handball-Turnier um den Grenzlandpokal in Lörrach teilgenommen, u. a. mit den Spielern Ewald Astrath, Klaus Langrock, Hans-Gert Stein, Paul Tiedemann und Wolfgang Eisenhardt. 1957 erreichte man den 3. Platz mit 12:11 Toren gegen den Bayrischen Meister TSV Ansbach mit den Gebrüdern Porzner und 1961 den 1. Platz mit 20:9 gegen den Gastgeber TSV Rot-Weiß Lörrach. Für die Handball-Herren des SC DHfK begann mit dem Jahr 1959 – dem Jahr, in dem die Gesamtdeutsche-Auswahl (mit Hans-Gert Stein vom Sportclub!) Weltmeister auf dem Großfeld wurde – eine wahre Erfolgsserie: Sie holten sich im Hallenhandball den DDR-Meistertitel und gewannen diesen durchgängig bis 1962. In den Jahren 1962 und 1963 spielte die Mannschaft um den Europapokal der Landesmeister mit. In der damals zweigeteilten DDR-Oberliga schaffte man auch 1963 den Staffelsieg, verlor aber im Kampf um die Meisterschaft gegen den anderen Staffelsieger Lok Südost Magdeburg. Der Saisonverlauf 1964 ähnelte dem vom Jahr zuvor, bloß dass der Meister am Ende ASK Vorwärts Berlin hieß. 1965 konnten die Handballer des SC DHfK den Titel in der nun eingleisigen Oberliga wieder nach Leipzig holen und erkämpften sich auf der Grundlage dieses Meisterschaftsgewinns im Jahr darauf den größten Erfolg in der Vereinsgeschichte: Am 22. April 1966 gewann die Mannschaft von Trainer Hans-Gert Stein mit Paul Tiedemann in ihren Reihen – dem wohl weltbesten Handballspieler jener Zeit – den Europapokal der Landesmeister durch einen 16:14-Sieg im Finale gegen Honved Budapest in Paris. Nach diesem Höhepunkt und der DDR-Meisterschaft 1966 konnte im Folgejahr noch der Vize-Meistertitel errungen werden. In den nachfolgenden Spielzeiten gelang der Mannschaft maximal der vierte Platz (1968) unter den zehn Oberligisten.
Die Handballerinnen des SC DHfK erlebten 1963 den Höhepunkt ihrer sportlichen Laufbahn: Sie wurden DDR-Vizemeister im Großfeldhandball. Zwei Jahre später – 1965 – kam für die Hallen-Handballerinnen jedoch das Aus: Die Mannschaft des Sportclubs wurde aufgelöst und die Spielerinnen in andere Vereine (SG Dynamo Leipzig, SC Leipzig) delegiert. Auch die Großfeld-Spielerinnen hatten, wie die Großfeldhandball-Herren keine Zukunft mehr im Sportclub: Nachdem die zwischenzeitlich gebauten beziehungsweise wieder hergerichteten Sporthallen immer mehr zum Austragungsort von Handballspielen wurden und Hallenspielserien aufgekommen waren, geriet die Großfeldvariante ins „Abseits“, was 1967 die Einstellung des Trainings- und Wettkampfbetriebes zur Folge hatte.
Paul Tiedemann als wohl stärkster Vertreter dieser „Zunft“ wurde Trainer der 1. Hallenhandball-Herrenmannschaft des Sportclubs (und ab 1978 der DDR-Auswahlmannschaft). Die zudem von ihm betreuten männlichen Jugendmannschaften (A und B) gehörten bald zur DDR-Spitze. Den damaligen Leistungssportbeschlüssen entsprechend wurde allerdings zum 1. März 1975 die komplette Handballabteilung aus dem Sportclub ausgegliedert und zur Schaffung eines neuen Leistungszentrums in den SC Leipzig überführt. Die ehemaligen SC-DHfK-Trainer Klaus Langhoff und Paul Tiedemann sowie die einstigen SC-DHfK-Spieler Lothar Doering und Siegfried Voigt nahmen 1980 an den Olympischen Spielen in Moskau teil und holten sich mit der DDR-Nationalmannschaft die Goldmedaille – ein später Ruhm für die erfolgreiche Arbeit, die bis 1975 im SC DHfK geleistet worden war.

#### Neugründung Abteilung Handball 1993
Am 30. Juni 1993 wurde die Abteilung Handball im Sportclub neu gegründet. Zum Abteilungsleiter wurde Gottfried Standke gewählt, der damit „Nachfolger“ von Günther Röblitz und Karlheinz Göldner wurde, die dieses Amt Jahrzehnte vor ihm innehatten. Mit der erneuten Einrichtung einer Handballsparte wollte man an die Erfolge früherer Jahre anknüpfen und die Traditionen des Leipziger Handballs neu beleben. Die 1. Herrenmannschaft wechselte mit dem männlichen Nachwuchs vom aufgelösten SC Leipzig, wo sie in der 2. Bundesliga spielte, nachdem sie in der Saison 1991/1992 ein kurzes Gastspiel in der 1. Bundesliga hatte, zum SC DHfK. In den Jahren 1993 bis 1995 trat die Mannschaft für den SC DHfK in der zweithöchsten deutschen Spielklasse an, während die 2. Herrenmannschaft in der Oberliga Sachsen am Spielbetrieb teilnahm. Die Mannschaften der A- und B-Jugend spielten ebenfalls in Sachsens höchster Spielklasse und bestritten zudem Spiele um die Deutsche Meisterschaft. Im Juni 1995 wurde die Abteilung Handball nach dem Abstieg der 1. Herrenmannschaft aus der 2. Bundesliga und finanziellen Problemen erneut aufgelöst. Die meisten Spieler wechselten nach Delitzsch beziehungsweise zu den Leipziger Lokalrivalen SG LVB und SG MoGoNo.
In den folgenden Jahren spielte lediglich eine Männer- und eine A-Jugendmannschaft auf Breitensportebene für den SC DHfK. Im Jahr 2000 wechselte dann zusätzlich eine Damenmannschaft vom Post SV Leipzig zum Sportclub. Die Handballerinnen schafften gleich im ersten Jahr den Aufstieg in die Bezirksliga. Allerdings lösten sich die Mannschaften im männlichen Bereich auf Grund von Spielerabgängen auf, so dass die Damen um die Abteilungsleiterin Kerstin Vogel fortan die Handballabteilung als einzige Mannschaft vertraten.

#### Neue Zeitrechnung ab 2007
Eine neue Zeitrechnung für den Handball beim Sportclub begann im Juli 2007 mit dem Wechsel der nahezu kompletten Handballabteilung der SG MoGoNo Leipzig zum SC DHfK. Fünf Nachwuchs-, drei Frauen- und fünf Männermannschaften starteten unter der Regie des neuen Abteilungsleiters Peter Pausch von der Kreisliga Leipzig bis zur Oberliga Sachsen in die Saison 2007/2008. Das Spieljahr begann gleich mit einem Höhepunkt, als am 19. September 2007 das Aushängeschild der Handballabteilung – die 1. Männermannschaft – in der 2. Runde des DHB-Pokals den Bundesligisten TBV Lemgo in der ausverkauften heimischen Ernst-Grube-Halle empfing. Eine Halbzeit lang konnten die DHfK-Spieler dem mit mehreren Weltmeistern angetretenen Gast Paroli bieten, ehe sich der Favorit am Ende doch noch deutlich durchsetzen konnte. Dieses Spiel war der Startschuss für eine überaus erfolgreiche Saison, die das Team von Trainer Karsten Günther mit dem Gewinn des sächsischen Landespokals und dem souverän errungenen Sachsenmeistertitel, verbunden mit dem Aufstieg in die Regionalliga, krönte. Dort erwartete den SC DHfK in der darauf folgenden Saison eine schwere Aufgabe. Eingeordnet in die spielstarke Südstaffel der dritthöchsten deutschen Spielklasse wurde schnell deutlich, dass das Ziel nur Klassenerhalt heißen konnte. Nach einem spannenden Saisonverlauf, einhergehend mit zwei Trainerwechseln, entschied sich die Frage des Klassenerhalts erst am letzten Spieltag – leider zu Ungunsten des Sportclubs. Somit startet die 1. Männermannschaft 2009/2010 unter Trainer Sven Strübin wieder in Sachsen höchster Spielklasse, mit dem Ziel des sofortigen Wiederaufstiegs in Liga 3. Der ehemalige deutsche Nationalspieler Stefan Kretzschmar ist Mitglied im Aufsichtsrat der SC DHfK Handball Verwaltung GmbH.
| Saison                    | Liga         | Platz | Sp. | S  | U | N  | Tore        | Diff. | Punkte  |
| ------------------------- | ------------ | ----- | --- | -- | - | -- | ----------- | ----- | ------- |
| 2007/08                   | Oberliga     | 1.    | 26  | 24 | 0 | 2  | 0823 : 0615 | + 208 | 48 : 04 |
| 2008/09                   | Regionalliga | 14.   | 30  | 9  | 1 | 20 | 0787 : 0848 | − 061 | 19 : 41 |
| 2009/10                   | Oberliga     | 1.    | 26  | 25 | 1 | 0  | 0852 : 0609 | + 243 | 51 : 01 |
| 2010/11                   | 3. Liga      | 1.    | 28  | 25 | 0 | 3  | 0892 : 0724 | + 168 | 50 : 06 |
| Gold unterlegt: Aufstiege |              |       |     |    |   |    |             |       |         |

Auch im Jugend- und Nachwuchsbereich wurden neue Akzente gesetzt. Die männliche A-Jugend konnte zu einer Spitzenmannschaft der Oberliga Sachsen geformt werden. Das jährlich von der Abteilung veranstaltete und international besetzte A-Jugend-Turnier „LE Open“ ist mittlerweile fester Bestandteil im Terminkalender vieler überregionaler Spitzenvereine. Genauso erfreut sich das „Nikolausspielfest“ – ein Minihandballturnier für Leipziger Grundschüler – jedes Jahr großer Beliebtheit bei den Kleinsten. Die Ausrichtung dieser Veranstaltungen und die Initiierung von Kooperationsprojekten mit Leipziger Grundschulen und Kindergärten tragen bereits erste Früchte in Form stetig steigender Mitgliederzahlen.
In der Saison 2008/09 konnte man das gesetzte Ziel des Klassenerhaltes nicht meistern und stieg als 14. der Tabelle in die Oberliga Sachsen ab. Dort wurde man in der folgenden Saison mit 51:1 Punkten Sachsenmeister und schaffte den sofortigen Wiederaufstieg in die 3. Liga.
Durch die Insolvenz des 1. SV Concordia Delitzsch wechselten viele Spieler zum SC DHfK Leipzig. Vom Ziel die Liga halten zu wollen wurde im Laufe der Saison das neue Ziel Aufstieg in die 2. Bundesliga. Die Saison 2010/11 beendete man mit dem Gewinn der Meisterschaft in der Oststaffel. Zudem kam man im DHB-Pokal bis in die 3. Runde wo man gegen die Füchse Berlin ausschied. Zu den Aufstiegsspielen verpflichtete man Joël Abati und Goran Stojanović als Entlastung für Leistungsträger. In den Aufstiegsspielen setzte sich die Mannschaft gegen den Dessau-Roßlauer HV und die HSG Tarp-Wanderup durch und stieg damit in die 2. Handball-Bundesliga auf.

#### 2. Bundesliga seit 2011

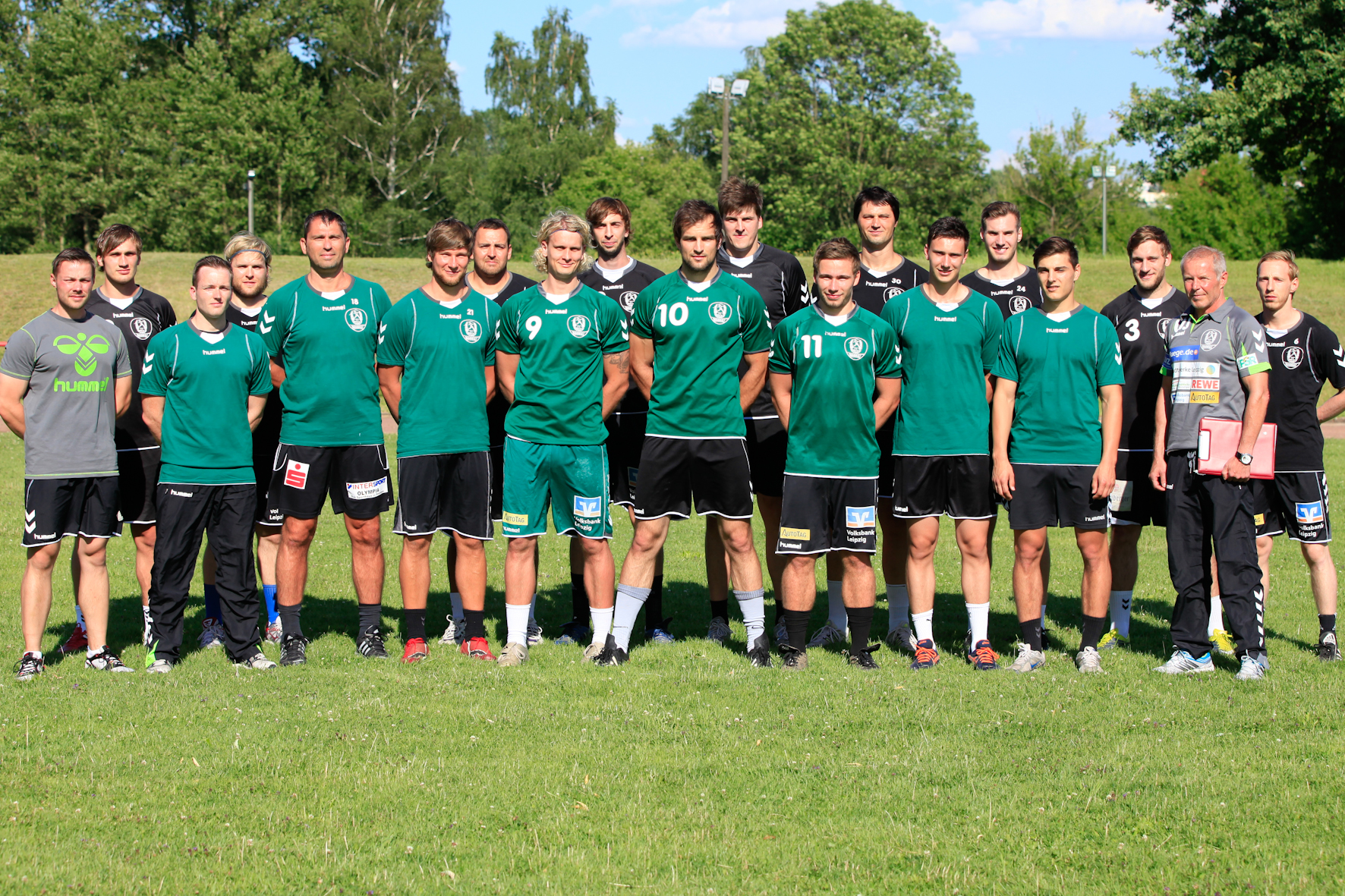
Der Kader des SC DHfK Leipzig ohne Pavel Prokopec in der Saison 2012/13

Für die Saison 2011/12 gab man als Zielsetzung den Ligaverbleib aus. Till Riehn, Oliver Krechel und Martin Müller wurden für die Saison verpflichtet. Mit Oliver Krechel wurde sogar ein Junioren Weltmeister geholt. Andreas Rudolph war mit seiner Firma GHD GesundHeits GmbH als Sponsor für die DHfK Leipzig tätig. Der SC DHfK Leipzig beendete die Saison mit einem sehr guten fünften Rang. Von den neunzehn Spielen Zuhause konnte man vierzehn gewinnen, was auch zur guten Tabellensituation beitrug. Am DHB-Pokal nahm man nicht teil, da sich der Verein in der Vorsaison nicht dafür qualifizierte. Während der Saison stattete man Philipp Weber von der zweiten Mannschaft des SC Magdeburg für den linken Rückraum mit einem Zweitspielrecht für die DHfK aus. Nach Verletzungssorgen seines Stammvereins wurde der Vertrag jedoch aufgelöst. Der SC DHfK trug seine Spiele in der Ernst-Grube-Halle aus, hat aber in der Saison das Spiel gegen den Ligakonkurrenten SV Post Schwerin in der Arena Leipzig ausgetragen. Dort stellte man am 16. März 2012 mit 6.317 Zuschauern einen neuen Zuschauer-Rekord auf. Am 15. Mai 2012 erhielt der Verein ohne Auflagen die Lizenz für die erste und zweite Bundesliga. Zum Ende der Saison verließen Philipp Seitle, Maik Wolf, René Wagner, Sebastian Schulz, Andreas Weikert und der Co-Trainer Sven Strübin den Verein.
| Saison                    | Liga          | Platz | Sp. | S  | U | N  | Tore        | Diff. | Punkte  | Top-Torschütze  | Zuschauer Ø |
| ------------------------- | ------------- | ----- | --- | -- | - | -- | ----------- | ----- | ------- | --------------- | ----------- |
| 2011/12                   | 2. Bundesliga | 5.    | 38  | 20 | 6 | 12 | 1090 : 1073 | + 017 | 46 : 30 | Seitle (204/17) | -           |
| 2012/13                   | 2. Bundesliga | 14.   | 35  | 13 | 2 | 20 | 0922 : 0986 | − 064 | 28 : 42 | Boese (183/51)  | 2.144       |
| 2013/14                   | 2. Bundesliga | 5.    | 36  | 20 | 6 | 10 | 1015 : 0943 | + 072 | 46 : 26 |                 | 2.054       |
| 2014/15                   | 2. Bundesliga | 1.    | 38  | 29 | 4 | 5  | 1069 : 0919 | + 150 | 62 : 14 | Weber (193/64)  | 2.427       |
| Gold unterlegt: Aufstiege |               |       |     |    |   |    |             |       |         |                 |             |

Zur Saison 2012/13 verpflichtete der Verein Alexander Feld, Rico Göde, Gábor Pulay und Pavel Prokopec. André Haber wurde als neuer Co-Trainer engagiert. Schon während der letzten Saison gab der Verein bekannt, dass die Heimspiele in Zukunft in der Arena Leipzig ausgetragen werden. Die einzige Ausnahme war das Spiel gegen HC Empor Rostock, das noch in der Ernst-Grube-Halle ausgetragen wurde. Der SC DHfK Leipzig nahm mit einem Etat von 1,1 Mio. Euro in der Saison an der 2. Handball-Bundesliga und am DHB-Pokal teil. Als Saisonziel wurden eine weitere sportliche Verbesserung und die weitere Arbeit am Projekt Aufstieg ausgegeben. Zusätzlich erhoffte man sich die künftige Spielstätte ausreichend mit Zuschauern zu füllen. Die Saison wurde mit der 1. Runde des DHB-Pokals eröffnet, in der sich die DHfK gegen den Oberligisten TuS Derschlag durchsetzte. In der zweiten Runde traf man auf die ART Düsseldorf, die man mit einem knappen 29:32 besiegte. In der 3. Runde traf der SC DHfK auf den THW Kiel und schied durch eine 27:43-Niederlage vor 5.700 Zuschauern aus. Am 7. November 2012 einigten sich der SC DHfK Leipzig und Oliver Krechel auf die sofortige Auflösung seines Vertrages. Nach einer Talfahrt am Ende des Jahres 2012, mit vier Niederlagen in Folge, verpflichtete man den Japaner Tatsuya Ogano. Auch Philipp Seitle wurde wieder zurückgeholt, um die Mannschaft weiter zu stärken. Des Weiteren wurden drei Spieler des Bundesligakaders in die zweite Mannschaft versetzt. Während der laufenden Saison wurde Uwe Jungandreas beurlaubt und durch Michael Biegler ersetzt. Dieser hatte den Auftrag, den möglichst schnellen Klassenerhalt klarzumachen, was ihm auch gelang. Die letzten zwei Partien des SC DHfK leitete der vorherige Co-Trainer André Haber. Die Liga beendete man mit 28:42 Punkten auf dem 14. Tabellenplatz. Am 3. Juni 2013 gab der Verein bekannt, dass Christian Prokop neuer Trainer zur Saison 2013/14 wird.
Zum Start der Saison 2013/14 verpflichtete man Henrik Ruud Tovås und Maximilian Jonsson. Die Saison beendete man auf dem 5. Tabellenplatz. Am Ende der Saison verließen Pavel Prokopec, Matthias Gerlich und Alexander Feld den Verein.
Zu Saisonbeginn 2014/15 verpflichtete man Michael Qvist, Philipp Pöter, Felix Storbeck, Sebastian Greß und Marc Pechstein. Im Laufe der Saison verstärkte man sich mit Maximilian Janke vom SC Magdeburg. Man beendete die Saison als Tabellenerster mit 62 Punkten und 6 Punkten Vorsprung auf den Tabellenzweiten aus Eisenach. Damit schaffte der Verein den eigentlich erst für die folgende Saison geplanten Aufstieg schon eine Saison eher. Am Ende der Saison verließen René Boese, Henrik Ruud Tovås, Marc Pechstein, Max Emanuel und Michael Qvist den Verein. Ulrich Streitenberger beendete seine Spielerkarriere, blieb dem Verein aber weiterhin in der Verwaltung erhalten.

#### 1. Bundesliga

##### Saison 2015/16
| Saison  | Liga          | Platz | Sp. | S  | U | N  | Tore          | Diff. | Punkte  | Top-Torschütze           | Zuschauer Ø |
| ------- | ------------- | ----- | --- | -- | - | -- | ------------- | ----- | ------- | ------------------------ | ----------- |
| 2015/16 | 1. Bundesliga | 11.   | 32  | 13 | 4 | 15 | 856 : 904     | − 48  | 30 : 34 | P. Weber (164/77)        | 4.340       |
| 2016/17 | 1. Bundesliga | 8.    | 34  | 16 | 3 | 15 | 883 : 871     | + 12  | 35 : 33 | A. Rojewski (114/27)     | 4.110       |
| 2017/18 | 1. Bundesliga | 8.    | 34  | 17 | 3 | 14 | 867 : 854     | + 13  | 37 : 31 | P. Weber (127/36)        | 4.198       |
| 2018/19 | 1. Bundesliga | 11.   | 34  | 12 | 3 | 19 | 861 : 871     | − 10  | 27 : 41 | P. Weber (176/31)        | 4.311       |
| 2019/20 | 1. Bundesliga | 8.    | 26  | 13 | 1 | 12 | 714 : 714     | ± 0   | 27 : 25 | F. Semper (100)          | 4.234       |
| 2020/21 | 1. Bundesliga | 6.    | 38  | 19 | 4 | 15 | 1.017 : 1.019 | − 02  | 42 : 34 | L. Krzikalla (156/99)    | 609         |
| 2021/22 | 1. Bundesliga | 9.    | 34  | 14 | 5 | 15 | 891 : 893     | − 02  | 33 : 35 | Š. Ivić (127/28)         | 2.686       |
| 2022/23 | 1. Bundesliga | 11.   | 34  | 14 | 3 | 17 | 999 : 1.013   | − 14  | 31 : 37 | V. Kristjánsson (135/57) | 4.229       |
| 2023/24 | 1. Bundesliga | 8.    | 34  | 15 | 3 | 16 | 995 : 978     | + 17  | 33 : 35 | V. Kristjánsson (200/63) | 4.631       |
| 2024/25 | 1. Bundesliga | 13.   | 34  | 10 | 1 | 23 | 994 : 1027    | − 33  | 21 : 47 | L. Witzke (169/0)        | 4.943       |

Zur Saison 2015/16 verpflichtete der Verein Marvin Sommer (LA, 2017), Benjamin Meschke (KM, 2017), Miloš Putera (TW, 2017), Sergei Schedik (RL, 2017), Christoph Steinert (RR, 2017) und Aivis Jurdžs (RL, 2017). Aus der Jugendabteilung stattete man Jan Gurezkij (TW) mit einem Profivertrag aus, der danach zur SG LVB Leipzig ausgeliehen wurde. Der SC DHfK Leipzig erhielt im Mai ohne Auflagen die Lizenz und nahm damit an der Handball-Bundesliga und dem DHB-Pokal teil. Der Etat belief sich auf ca. 2,2 Mio. Euro. Am 2. Juli startete die Mannschaft in die Vorbereitung zur bevorstehenden Saison. Als Zielsetzung gab man den Klassenerhalt aus. Schon zum Anfang der Saison gab es einige Querelen. So wusste man nicht, ob Steinert wirklich bei den Leipzigern auflaufen würde, da sein alter Verein GWD Minden noch gegen den Abstieg klagte und Steinerts Vertrag Gültigkeit für die erste Liga gehabt hätte. Auch bei Aivis Jurdžs gab es Probleme. Sein Vertrag sollte sich laut dem ThSV Eisenach automatisch verlängert haben, wodurch er zwei gültige Verträge gehabt hätte. Im Juli wurde Jurdžs gerichtlich verboten, jede Art von Training und Spiel bei seinem neuen Arbeitgeber wahrzunehmen. Man einigte sich am 31. Juli 2015 mit Eisenach über das Spielrecht zugunsten der Leipziger. Schon bevor die Bundesligasaison startete, musste man viele Verletzungen der Akteure hinnehmen. So fielen Franz Semper, Philipp Weber, Sergei Schedik und Benjamin Meschke teilweise mit schwereren Verletzungen aus. In der ersten Runde des DHB-Pokals mit einem neuen Modus, traf man in heimischer Halle im Halbfinale auf den TSV Altenholz, den man mit 29:18 besiegte. Im Finale unterlag man dann dem Erstligisten Füchse Berlin mit 24:26 und schied aus. Das erste Saisonspiel fand am 23. August 2015 vor heimischer Kulisse gegen den HSV Hamburg statt, das man mit 31:27 für sich entschied und damit den ersten Sieg in der Bundesliga feierte. Im Dezember riss sich Milos Putera den Bizeps, woraufhin der Verein Mathias Lenz (TW) bis Jahresende unter Vertrag nahm. Zum 1. Januar verpflichtete man Peter Strosack (RA, 2017) als Back-Up für Lucas Krzikalla (wiederholte Achillessehnenprobleme), Benjamin Herth (RM, 2016) als Back-Up für Philipp Pöter (fortwährende Schulterprobleme) und Jens Vortmann (TW, 2018) als Nachfolger von Mathias Lenz. Zusätzlich wurde Gregor Remke (RR, 2017) aus der eigenen Jugend mit einem Profivertrag ausgestattet und mit einem Zweitspielrecht für den EHV Aue versehen. Beim letzten Heimspiel wurde Christian Prokop als Trainer der Saison 2015/16 geehrt und von der Handball-Bundesliga ausgezeichnet. Man beendete die Saison auf dem 11. Tabellenplatz und war damit bester Aufsteiger. Bester Torschütze der Saison für den Verein war Philipp Weber mit 164 Treffern davon 77 Siebenmeter. Der Verein verlängerte die Verträge mit Felix Storbeck, Philipp Weber, Benjamin Herth und Sebastian Greß nicht. Philipp Pöter verließ auf eigenen Wunsch den Verein zum Saisonende. Sergei Schedik wurde trotz laufendem Vertrag nach Katar abgegeben. Gregor Remke wechselte zum EHV Aue, um dort mehr Spielpraxis zu sammeln.

##### Saison 2016/17
Zu Beginn der Saison 2016/17 stellte man Tobias Rivesjö (RL, 2018, HC Erlangen), Niclas Pieczkowski (RM, 2018, TuS N-Lübbecke), Roman Bečvář (RM, 2018, HC Empor Rostock) und Andreas Rojewski (RR, 2018, SC Magdeburg) in seine Dienste. Der Etat des Erstligisten lag diese Saison bei ca. 3,5 Mio. Euro. Am Anfang der Saison musste der Verein den Ausfall eines Hauptsponsors wegen Insolvenz verkraften. Dies wirkte sich aber nicht weiter aus und der Spielbetrieb konnte auch ohne diesen Sponsor fortgesetzt werden. Die Mannschaft begann die Vorbereitung auf die Saison am 14. Juli 2016. In der ersten Runde des DHB-Pokals traf man am 27. August 2016 auf den Drittligisten SV Anhalt Bernburg, den man mit 38:21 im Halbfinale des Final-Four Turniers besiegte. In diesem Spiel musste man auf die angeschlagenen Spieler Lucas Krzikalla, Roman Becvar, Niclas Pieczkowski und Alen Milosevic verzichten. Das Finale um das Weiterkommen ins Achtelfinale bestritt man am 28. August 2016 gegen die SG Langenfeld, einem Aufsteiger in die dritte Liga, welches man mit 36:23 gewann. Der Ligastart folgte am 4. September 2016 mit einem Heimspiel gegen den Bergischen HC, welches man ebenfalls gewinnen konnte und mit einem 30:21 einen guten Start in die Saison hatte. Das erste Auswärtsspiel war das Derby gegen den SC Magdeburg in der GETEC Arena. Im Achtelfinale des DHB-Pokals gewann man mit 25:27 auswärts gegen die HSG Wetzlar und traf im Viertelfinale in der heimischen Arena auf die TSV Hannover-Burgdorf. Mit einem 28:24-Sieg zog man zum ersten Mal in der Vereinsgeschichte ins Final Four des DHB-Pokals ein. Den THW Kiel konnte die Mannschaft dann aber nicht besiegen und man schied mit einem 32:35 im Halbfinale aus. In der Liga schafften die Körperkulturellen gegen den THW Kiel am 30. Spieltag den ersten Sieg gegen eine der Top 3 Mannschaften. Die auslaufenden Verträge von Janke (RM, 2019), Binder (LA, 2020), Putera (TW, 2019), Vortmann (TW, 2020), Meschke (KM, 2018), Roscheck (KM, 2019), Strosack (RA, 2019), Jurdžs (RL, 2018), Krzikalla (RA, 2019) und Semper (RR, 2019) wurden verlängert. Pieczkowski (RM, 2020) und Milosevic (KM, 2020) verlängerten ihre Verträge vorzeitig. Im Laufe der Saison musste sich der Verein mit Spekulation über Christian Prokop und dem Bundestraineramt auseinandersetzen, welcher seinen Vertrag bei der DHfK vorzeitig bis 2021 verlängert hatte. Vor dem HBL All-Star Game wurde bekannt gegeben, dass Christian Prokop ab dem Sommer 2017 die Nationalmannschaft übernimmt und damit die DHfK verlässt. Der Verein und der DHB einigten sich im März darauf, dass Prokop schon während der laufenden Saison die Nationalmannschaft betreuen darf, als die DHfK den Klassenerhalt sicher hatte. Am 18. April wurde Michael Biegler zum 1. Januar 2018 als neuer Trainer der 1. Mannschaft vorgestellt. Die Mannschaft beendete die Saison auf dem 8. Tabellenplatz und erreichte damit die bisher beste Platzierung. Bester Torschütze für die Leipziger war Andreas Rojewski mit 114 Toren, davon 27 per Siebenmeter. Der Vertrag von Marvin Sommer (HC Einheit Plauen) wurde zum Saisonende nicht verlängert. Christoph Steinert wechselte zum Ligakonkurrenten HC Erlangen. Roman Bečvár wechselte trotz laufendem Vertrag in die zweite Liga zum Aufsteiger HC Elbflorenz und Sebastian Naumann wechselte zum EHV Aue.

##### Saison 2017/18

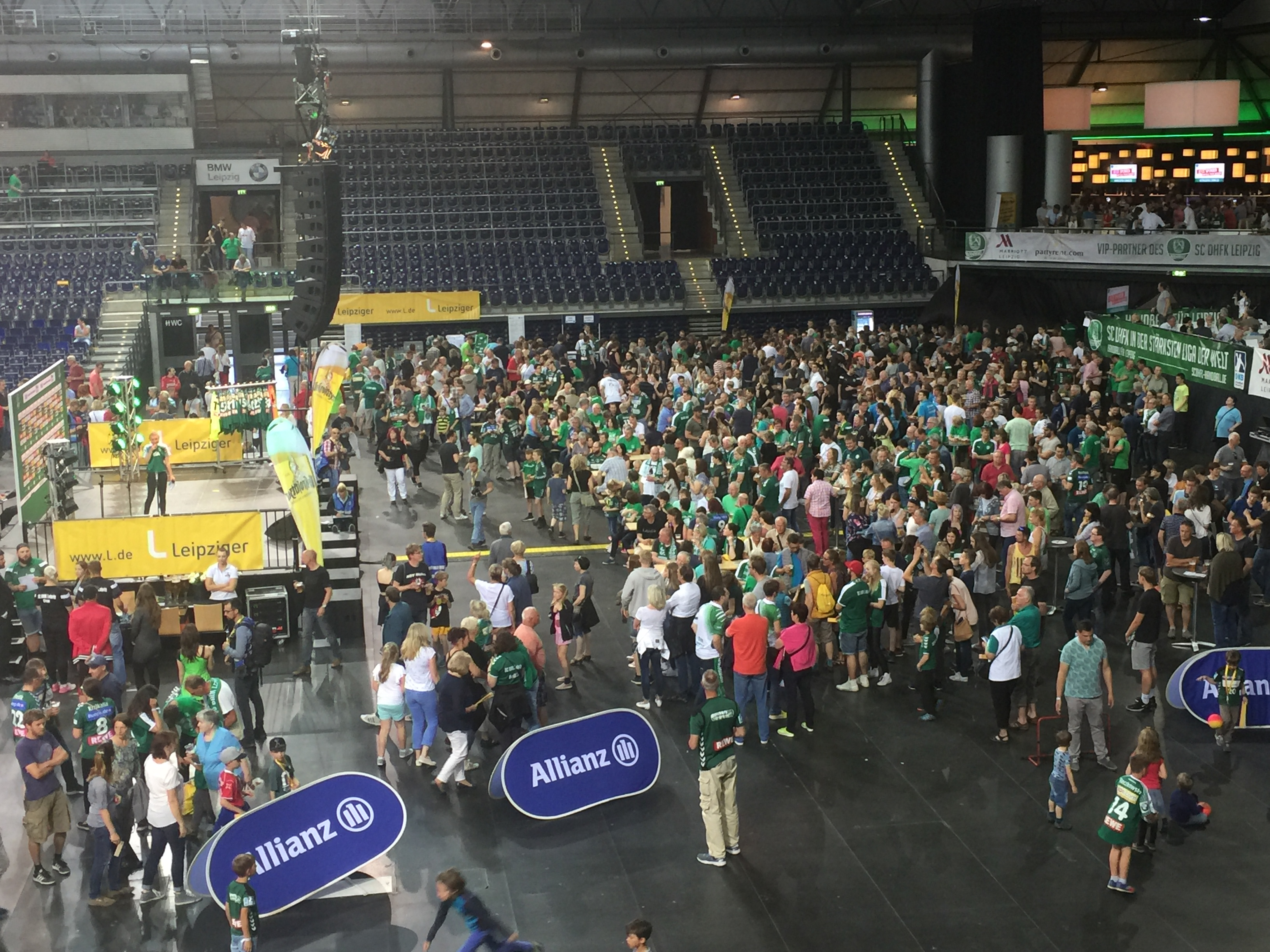
Die Abschlussfeier der SC DHfK zur Saison 17/18 nach dem Spiel gegen die HSG Wetzlar

Zum Start der Saison 2017/18 verstärkte man sich mit Yves Kunkel (2018, HBW Balingen-Weilstetten) auf Linksaußen. Mit Philipp Weber (RL, 2019, HSG Wetzlar) holte man zudem ein bekanntes Gesicht wieder zurück nach Leipzig. Jan Guretzky (2018) rückte in den Profikader und wurde dritter Torhüter mit einem Zweitspielrecht für die SG LVB Leipzig. Ebenfalls zurückgeholt wurde Gregor Remke (RR, 2020), der aber weiterhin mit einem Zweitspielrecht für den EHV Aue ausgestattet war. Damit hatte man zwei seiner drei Zweitspielrechte vergeben. Co-Trainer André Haber wurde zum 1. Juli 2017 Cheftrainer der Mannschaft, bevor Michael Biegler am 1. Januar 2018 übernahm. Am 20. April 2017 erhielt man die Lizenz für die Saison ohne Auflagen. Der Saisonetat belief sich auf ca. 4,5 Mio. Euro. Der Trainingsauftakt für die Mannschaft begann am 13. Juli 2017. Am selben Tag stellte man zusammen mit dem neuen Ausrüster Puma das Trikot für die Saison vor. Als Saisonziel wurde ein einstelliger Tabellenplatz ausgegeben. Zum neuen Kapitän wurde Jens Vortmann ernannt, der Mannschaftsrat bestand zusätzlich aus Roscheck, Milosevic, Pieczkowski und Rojewski. In der ersten Runde des DHB-Pokals traf man am 19. August 2017 auf den Zweitliga-Aufsteiger VfL Eintracht Hagen, den man knapp mit 29:27 besiegte. Einen Tag später gewann man die zweite Runde des Pokals deutlich souveräner gegen den Zweitligisten ASV Hamm-Westfalen mit 37:24. Zur dritten Runde mussten die Leipziger zur MT Melsungen nach Kassel. Dort erreichten sie mit einem 22:27-Auswärtssieg die nächste Runde. Im Viertelfinale wurde ihnen von Stefan Ilsanker die Rhein-Neckar Löwen in Mannheim zugelost. Dort war der Traum von einer erneuten Teilnahme am Final Four in Hamburg ausgeträumt. Das Team musste sich den Löwen deutlich mit 35:23 geschlagen geben. Am Anfang der Saison musste man auf Rojewski verzichten, der sich einen Bänder- und Kapselriss während eines Testspiels zuzog. Das erste Ligaspiel fand am Sonntag, den 27. August 2017 gegen die TSV GWD Minden statt, welches man mit Mühe 29:26 für sich entscheiden konnte. Der Heimspielauftakt war am Donnerstag, den 31. August 2017, gegen den TV 05/07 Hüttenberg, welchen man ebenfalls mit Mühe, 26:25 gewinnen konnte. Zu Saisonbeginn konnte man gleich eine der Top 3 Mannschaften der Liga schlagen. Das Team gewann Zuhause gegen die SG Flensburg-Handewitt mit 25:22 und stand damit zwischenzeitlich auf dem dritten Platz. Eine weitere Schwächung musste die Mannschaft mit dem Ausfall von Philipp Weber im November hinnehmen, der sich im Heimspiel gegen Melsungen den Mittelfuß brach und für mehrere Wochen ausfiel. Zusätzlich musste man auf Jens Vortmann verzichten, der sich einen Muskelfaserriss im Bauchmuskel zuzog. Für ihn rutschte aus der A-Jugend Christian Ole Simonsen in den Kader. Das letzte Spiel unter Andre Haber verlor man gegen Erlangen mit 26:27 in Nürnberg und beendete das Jahr 2017 mit zwölf Siegen aus 19 Spielen. Maximilian Janke fehlte Haber in den letzten Spielen aufgrund eines Muskelfaserrisses im Adduktorenbereich. Das erste Spiel unter dem neuen Trainer Biegler verlor man deutlich bei der MT Melsungen mit 28:20. Darauf folgte gleich das Derby gegen den SC Magdeburg, welches man Zuhause knapp mit 22:23 verlor. Unter Biegler holte man 12 Punkte in 15 Spielen, hatte dabei aber auch ein schwieriges Restprogramm. Die auslaufenden Verträge von Rojewski (RR, 2019) und Jurdžs (RL, 2019) wurden verlängert. Janke (RM, 2021) verlängerte seinen Vertrag vorzeitig. Der Verein beendet die Saison auf Platz 8 der Tabelle. Bester Torschütze war Philipp Weber mit 127 Toren, wovon er 36 vom 7-m-Strich erzielte. Die Verträge mit Strosack (TuS N-Lübbecke), Rivesjö (IL Runar) und Meschke (HBW Balingen-Weilstetten) wurden zum Saisonende nicht verlängert. Yves Kunkel wechselte zum Ende der Saison zur MT Melsungen.

##### Saison 2018/19
Die erste Verpflichtung zur Saison 2018/19 wurde mit Patrick Wiesmach (RA, 2020, Aalborg Håndbold) vollzogen. Vom polnischen Erstligisten Wisła Płock wechselte Maciej Gębala (KM, 2020) nach Leipzig. Als Ersatz für Kunkel verpflichtete man Raul Santos (LA, 2020) vom THW Kiel. Am 20. April 2018 erhielt man von der Lizenzkommission der DKB Handball-Bundesliga die Lizenz zur Teilnahme an der vierten Spielzeit für die Leipziger. Der Etat in dieser Saison belief sich auf ca. 4,8 Mio. Euro, was eine Steigerung um 0,3 Mio. Euro im Vergleich zum Vorjahr war. Das erste Training und damit Start in die neue Saison war am 5. Juli 2018. Das sechstägige Trainingslager in der Vorbereitung bestritten die Leipziger im österreichischen Sölden. Diese Saison erwischten die Leipziger einen ganz schlechten Start. Sowohl Remke (Knorpelschaden) als auch Rojewski (Knie-OP) verletzten sich in der Vorbereitung, zusätzlich fiel dann auch noch Lucas Krzikalla mit einem Mittelfußbruch aus. Durch diese angespannte Ausgangslage noch vor der Saison wurde mit Steve Baumgärtel (RR) ein erfahrener Akteur aus der zweiten Mannschaft nach oben delegiert. Zusätzlich verstärkten weitere Jugendspieler (u. a. Hellmann (RA)) aus der zweiten Mannschaft den Spiel- und Trainingsbetrieb. Wäre dem nicht genug, brach mit Jens Vortmann eine weiter Stütze im Team weg. Er zog sich beim Testspiel gegen Japan einen Kreuzbandriss zu und fiel damit die halbe Saison aus. Vorerst ersetzte man ihn mit Jan Guretzky aus der zweiten Mannschaft. Am 31. August 2018 verstärkte man sich mit René Villadsen (Aarhus Håndbold), dessen Vertrag bis zum Saisonende lief. Die Kapitänsrolle auf der Platte übernahm in dieser Zeit sein Stellvertreter Niclas Pieczkowski. Nach dem Spiel gegen Bietigheim übernahm Haber vertretungsweise das Amt des Trainers, da sich Biegler mit Herz-Kreislaufproblemen in seiner Heimat Aschaffenburg medizinisch untersuchen lassen musste. Am 1. Oktober 2018 stellte man Biegler frei und übergab damit Haber die komplette Verantwortung für das Team. Das erste Spiel der Saison fand im DHB-Pokal statt, welches die DHfK am 18. August 2018 gegen den Drittligisten Leichlinger TV bestritt. In der Sporthalle Spenge gewann man eben jenes Halbfinale mit 26:45 und traf am 19. August 2018 im Finale auf den Dessau-Rosslauer HV 06. Dieses Spiel gewann man in letzter Minute mit 26:25 und zog somit ins Achtelfinale ein. Dort traf man am 17. Oktober in der Sparkassen-Arena auf den THW Kiel. Am 23. August 2018 war der TVB Stuttgart zum Saisonstart der Bundesliga in der heimischen Arena. Das Auftaktspiel verlor man 26:27. Den ersten Sieg feierte man am dritten Spieltag Zuhause gegen Bietigheim mit 31:24. Bester Torschütze der DHfK war Philipp Weber mit 176 Toren, davon 31 Siebenmeter. Der Verein beendete die Saison auf dem elften Tabellenplatz. Die auslaufenden Verträge von Semper (RR, 2020), Roscheck (KM, 2021) und Weber (RL, 2021) wurden verlängert. Zum Ende der Saison beendete Stefan Kretzschmar nach 10 Jahren ehrenamtlicher Tätigkeit sein Engagement beim Bundesligisten. Aivis Jurdžs zog zurück in seine Heimat und spielt dort für Tenax Dobele weiter Handball. René Villadsen zog es nach der Saison ebenso zurück in seine Heimat (Aarhus Håndbold). Andreas Rojewski erhielt keinen neuen Vertrag.

##### Saison 2019/20

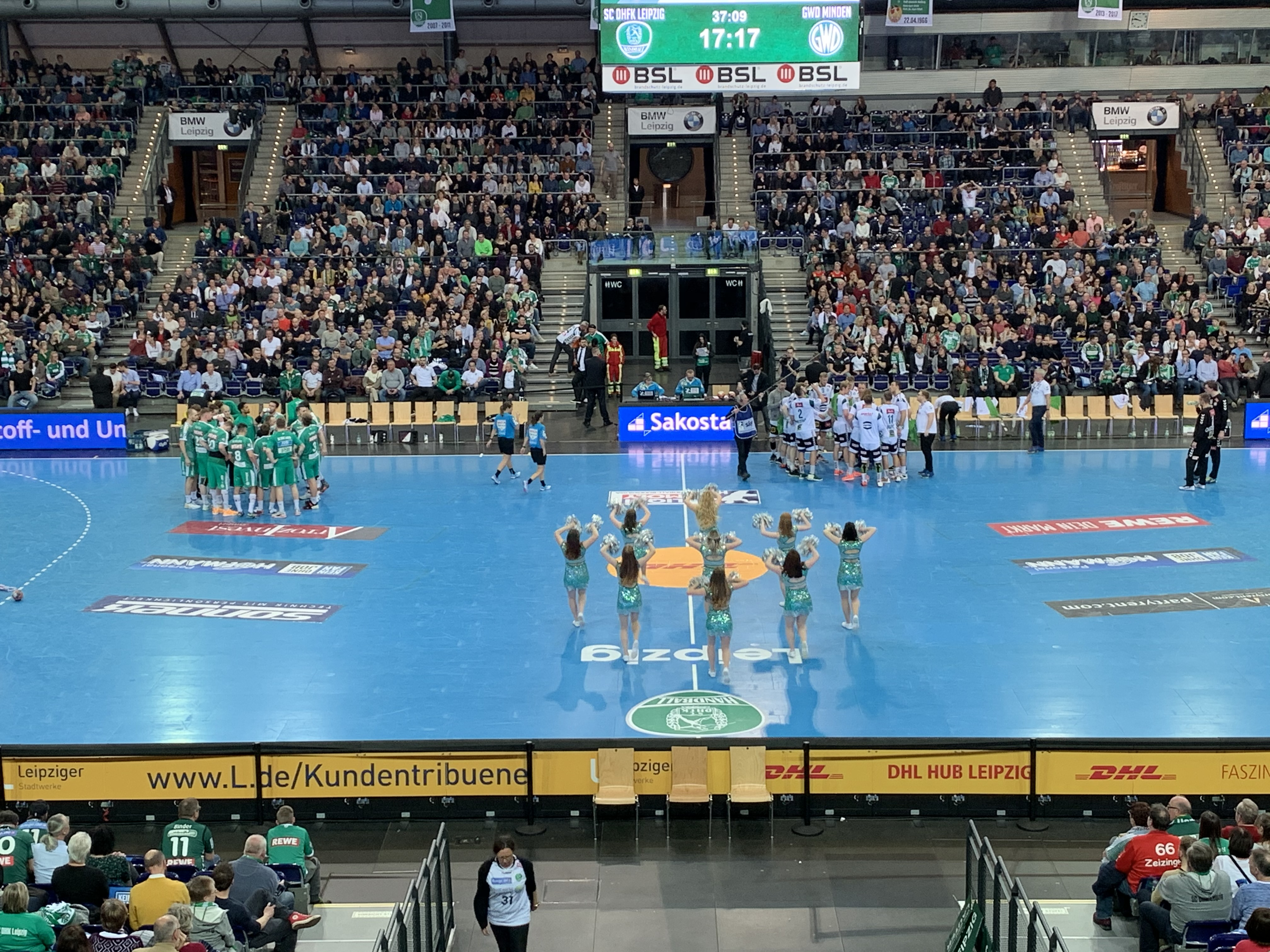
Eine Auszeit des SC DHfK Leipzig beim Spiel gegen die GWD Minden in der Saison 2019/20

Im Oktober 2018 verpflichtete man mit Joel Birlehm (TW, 2022, TuS N-Lübbecke) den ersten neuen Spieler der Saison. Im Februar folgte die Verpflichtung von Luca Witzke (RM, 2021) vom TUSEM Essen. Der dritte Neuzugang wurde mit Philipp Müller (RL, 2020, MT Melsungen) bekannt gegeben. Viggó Kristjánsson (RR, 2020) von der SG Handball West Wien war der vierte Neuzugang für die Leipziger in der Saison. Der Top-Transfer der Saison gelang mit dem Kroaten Marko Mamić (RL, 2022, KS Kielce). Der Junioren-Nationalspieler Julius Meyer-Siebert (RL, eigene Jugend) erhielt einen Vertrag bis 2022. Die DHfK erhielt im April 2019 die Lizenz ohne Auflagen. Die Vorbereitung startete am 11. Juli 2019. Der Etat lag diese Saison bei circa 5,3 Millionen Euro. Das erste Spiel der Saison gewannen die SC DHfK in der 1. Runde des DHB-Pokal gegen den TSV Altenholz mit 27:40 und auch die 2. Runde einen Tag später gestaltete man mit 31:21, gegen den 1. Liga Aufsteiger HSG Nordhorn-Lingen, erfolgreich. Im Achtelfinale am 1. Oktober wartete nun die MT Melsungen zum Heimspiel in der Arena Leipzig. Dort musste man sich vor 4.342 Zuschauern mit 27:30 geschlagen geben. Im ersten Ligaspiel kam es gleich zum Derby gegen die Füchse Berlin, welches man nach schlechtem Start am Ende noch mit 24:23 Zuhause gewinnen konnte. Es folgten zwei weitere Siege und ein Start mit 6:0 Punkten, was den bisher besten Start der Leipziger in der 1. Bundesliga bedeutete. Die erste Niederlage folgte am 4. Spieltag auswärts bei den Eulen Ludwigshafen. Das Ostderby gegen Magdeburg verlor man Zuhause mit 25:26 in den letzten Sekunden. Pieczkowski musste sich, nachdem er seine Schulterverletzung konservativ behandeln lassen hat, doch operieren lassen und fiel für den Anfang der Saison aus. Die erste schwere Verletzung ereilte Esche, der sich im Abschlusstraining zum Spiel gegen Balingen das Kreuzband riss und mehrere Monate pausieren musste, dafür rutschte Santos wieder in den Bundesligakader. Im Februar musste man auf Semper verzichten, der sich aufgrund einer Entzündung des Herzmuskels nicht körperlich betüchtigen durfte. Am 29. Februar 2020 zum Heimspiel gegen Minden konnte man wieder auf ihn und Pieczkowski zurückgreifen. Die Partie am 8. März, ein 32:27-Sieg gegen die Eulen Ludwigshafen, war das letzte Spiel der Leipziger in dieser Saison. Am 21. April 2020 wurde die Saison aufgrund der COVID-19-Pandemie für beendet erklärt. Als Grundlage zur Berechnung der endgültigen Tabelle wurde vom HBL-Präsidium die Saison anhand von Abbruchtabelle & Quotienten-Regel bewertet. Der SC DHfK stand, nachdem 26 Spiele absolviert wurden, auf dem achten Tabellenplatz mit 27:25 Punkten. Bester Torschütze war Semper mit 100 Feldtoren. Während der Saison wechselte Kristjánsson zur HSG Wetzlar. Die auslaufenden Verträge von Milosevic (KM, 2023), Esche (LA, 2021), Binder (LA, 2022), Krzikalla (RA, 2022), Gębala (KM, 2022), Remke (RR, 2022) und Pieczkowski (RM, 2021) wurden verlängert. Witzke (RM, 2023) verlängerte seinen Vertrag vorzeitig. Die Verträge mit Vortmann (Wilhelmshavener HV), Santos (VfL Gummersbach) und Seidler (Dessau-Roßlauer HV) wurden zum Saisonende nicht verlängert. Semper wechselte ablösefrei zur SG Flensburg-Handewitt. Müller beendete seine Karriere und wurde Sportlicher Leiter bei den Leipzigern.

##### Saison 2020/21
Die erste Verpflichtung vollzog man am 21. Oktober 2019 mit Martin Larsen (RR, 2022) von Pays d’Aix UC. Dieser sollte den scheidenden Franz Semper ersetzen. Wenige Tage später verstärkte man sich mit dem Torhüter Kristian Saeveraas (2023, Aalborg Håndbold). Gleich zu Saisonbeginn mussten die Leipziger auf Janke verzichten, der durch eine Schulterverletzung bis zum Jahresende ausfiel. Der Etat diese Saison beläuft sich auf circa 4,5 Mio. Euro. Durch den Abbruch der Saison 19/20 gab es keine Absteiger aus der ersten Bundesliga, dadurch nehmen 20 Vereine an dieser Saison teil und es wird vier Absteiger in die zweite Bundesliga geben. Durch die Aufstockung der Bundesliga, wurde von der Handball-Bundesliga und dem Deutschen Handballbund entschieden den Pokal nur mit einem Final Four auszutragen und alle restlichen Runden entfallen zu lassen. Im Laufe der Saison wurde der DHB-Pokal 2021 komplett abgesagt. Nur das Final Four des DHB-Pokals 2020 wurde am 3./4. Juni 2021, ohne Leipziger beteiligung, ausgespielt. Der Trainingsauftakt fand am 3. Juli 2020 statt. Durch einen frühen Einstieg ins Trainingsgeschehen wollte man mögliche Leistungsverluste, bedingt durch den Trainingsausfall der Vormonate, entgegenwirken und die Spieler langsam wieder an zwei Trainingseinheiten pro Tag gewöhnen. Das erste Spiel der Saison gewann man Zuhause vor 1.917 Zuschauern deutlich mit 27:19 gegen die Eulen Ludwigshafen. Die erste Überraschung gelang den Leipzigern mit einem 23:28-Auswärtssieg bei den Rhein-Neckar Löwen am 4. Spieltag. Die erste Niederlage folgte am 5. Spieltag gegen Göppingen, man verlor Zuhause mit 22:25. Mit 999 Zuschauern war es vorerst das letzte Spiel mit Zuschauern. Einen wichtigen Derbysieg feierte man am 10. Spieltag gegen den SC Magdeburg, mit 33:29 setzte man sich Zuhause durch. Man beendete das Jahr 2020 mit der Niederlage gegen die Flensburger. Trainingsauftakt zum neuen Jahr war Montag, der 11. Januar 2021. Mit Philipp Weber (Deutschland), Marko Mamic (Kroatien), Maciej Gebala (Polen), Kristian Saeveras (Norwegen) und Kapitän Alen Milosevic (Schweiz) nahmen fünf Akteure an der Weltmeisterschaft 2021 teil. Anfang Februar 2021 wechselte Janke zu GWD Minden. In der Rückrunde konnte man beide Auswärtsspiele gegen Berlin und Magdeburg gewinnen, was die Leipziger zur besten Mannschaft, mit 3 Siegen und einem Unentschieden, innerhalb des Ostens machte. Am 27. Mai 2021, im Heimspiel gegen den THW Kiel, waren nach über 7 Monaten wieder Zuschauer bei einem Spiel erlaubt. Am Ende verlor man vor 1.000 Zuschauern mit 26:33. In der Saison 20/21 waren insgesamt 11.578 Zuschauer bei den Spielen, was einem Schnitt von 609 Zuschauern entspricht. Die Leipziger stehen nach 38 absolvierten Spielen auf dem sechsten Tabellenplatz mit 42:34 Punkten, was bisher die beste Saison der Sachsen in der Bundesliga ist. Bester Torschütze der Saison ist Lucas Krzikalla mit 156 Toren, davon 99 Siebenmeter. Der auslaufende Vertrag von Esche (LA, 2022) wurde verlängert. Gębala (KM, 2024), Binder (LA, 2025), Krzikalla (RA, 2025), Birlehm (TW, 2024) und Mamic (RL, 2025) verlängerten ihre Verträge vorzeitig. Weber und Roscheck verlängerten ihre Verträge nicht. Weber zieht es zum SC Magdeburg und Roscheck wechselt nach Hannover, wo Christian Prokop Trainer wurde. Pieczkowskis Vertrag wurde nicht verlängert, er folgt Janke zur GWD Minden. Larsen und der Verein verständigten sich auf eine Vertragsauflösung zum Ende der Saison. Larsen wechselt in seine Heimat zu Aalborg Håndbold.

##### Saison 2021/22
Als erster neuer Spieler wurde am 18. Oktober 2020 der kroatische Rückraumrechte Šime Ivić (2024) vom HC Erlangen bekannt gegeben. Anfang März bestätigte man den Wechsel von Oskar Sunnefeldt (RL, 2024) vom THW Kiel nach Leipzig. Als Nächstes erfolgte die Verpflichtung von Simon Ernst (RM, 2022 + 1 Jahr Option) von den Füchsen Berlin am 21. April 2021. Der letzte Transfer wurde mit Lovro Jotic (RM, 2022 + 1 Jahr Option) von Vardar Skopje vollzogen. Am 20. April 2021 bekam der Verein die Lizenz der HBL für die erste Bundesliga ohne Auflagen erteilt.

##### Saison 2022/23
Nach nur vier Punkten aus den ersten acht Ligaspielen wurde Trainer André Haber freigestellt.

##### Saison 2024/25
Zum Saisonende und mit einem 13ten Platz als Abschluss in der Bundesliga wurde Trainer Rúnar Sigtryggsson freigestellt.

##### Saison 2025/26
Am 7. Juli 2025 stellte man Raúl Alonso als neuen Trainer vor, er erhielt einen zwei Jahresvertrag und kam vom Champions League teilnehmer aus RK Eurofarm Pelister. Wenige Tage später verkündete man den Abgang von Andri Már Rúnarsson zum Ligakonkurrenten aus Erlangen.

### Erfolge
- Europapokalsieger
  - Europapokal der Landesmeister: 1966
- Meister
  - DDR-Meister: 1959, 1960, 1961, 1962, 1965, 1966
- Pokalsieger
  - Turniermeisterschaft: 1971, 1972

### Kader der Saison 2025/26
| Nr. | Name              | Geburtstag (Alter)    | Nation      | Position   | Größe  | Vertrag seit | Vertrag bis | Letzter Verein                |
| --- | ----------------- | --------------------- | ----------- | ---------- | ------ | ------------ | ----------- | ----------------------------- |
| 01  | Domenico Ebner    | 26.04.1994 (31 Jahre) | /           | TW         | 1,92 m | 2023         | 2026        | TSV Hannover-Burgdorf         |
| 16  | Tomáš Mrkva       | 20.01.1989 (36 Jahre) | Tschechien  | TW         | 2,01 m | 2025         | 2027        | THW Kiel                      |
| 05  | Simon Ernst       | 02.04.1994 (31 Jahre) | Deutschland | RM         | 1,95 m | 2021         | 2026        | Füchse Berlin                 |
| 07  | Tomáš Piroch      | 12.05.2000 (25 Jahre) | Tschechien  | RR         | 1,88 m | 2025         | 2027        | Wisła Płock                   |
| 08  | Lucas Krzikalla   | 14.01.1994 (31 Jahre) | Deutschland | RA         | 1,83 m | 2011         | 2026        | HB-Akademie Leipzig/Delitzsch |
| 11  | Lukas Binder      | 30.06.1992 (33 Jahre) | Deutschland | LA         | 1,80 m | 2009         | 2026        | SG LVB Leipzig                |
| 13  | Matěj Klíma       | 24.03.1999 (26 Jahre) | Tschechien  | RL         | 1,92 m | 2022         | 2027        | VfL Lübeck-Schwartau          |
| 14  | Marko Mamić       | 06.03.1994 (31 Jahre) | Kroatien    | RL         | 2,02 m | 2019         | 2027        | KS Kielce                     |
| 15  | Adam Lönn         | 02.08.1991 (34 Jahre) | Schweden    | RL         | 1,96 m | 2025         | 2027        | Pays d’Aix UC                 |
| 17  | Ahmed Khairy      | 15.09.1994 (30 Jahre) | Agypten     | RM         | 1,88 m | 2025         | 2026        | al Ahly SC                    |
| 18  | Staffan Peter     | 14.07.2003 (22 Jahre) | Deutschland | RA         | 1,86 m | 2022         | 2028        | EHV Aue                       |
| 20  | William Bogojevic | 07.07.1997 (28 Jahre) | Schweden    | RL         | 1,95 m | 2024         | 2026        | SC Szeged                     |
| 24  | Moritz Preuss     | 22.02.1995 (30 Jahre) | Deutschland | KM         | 1,94 m | 2023         | 2027        | SC Magdeburg                  |
| 32  | Franz Semper      | 05.07.1997 (28 Jahre) | Deutschland | RR         | 1,90 m | 2023         | 2026        | SG Flensburg-Handewitt        |
| 33  | Luka Rogan        | 04.07.2003 (22 Jahre) | Serbien     | KM         | 1,92 m | 2024         | 2026        | RK Vojvodina                  |
| 34  | Anton Voß         | 09.06.2007 (18 Jahre) | Deutschland | RA         | 1,90 m | 2022         |             | eigener Nachwuchs             |
| 44  | Blær Hinriksson   | 24.12.2001 (23 Jahre) | Island      | RM         | 1,88 m | 2025         | 2026        | UMF Afturelding               |
| 76  | Tom Koschek       | 25.07.2006 (19 Jahre) | Deutschland | LA         | 1,90 m | 2025         | 2026        | VfL Gummersbach               |
|     | Raúl Alonso       | 09.01.1979 (46 Jahre) | Spanien     | Trainer    | 1,82 m | 2025         | 2027        | RK Eurofarm Pelister          |
|     | Miloš Putera      | 26.01.1982 (43 Jahre) | Slowakei    | Co-Trainer | 1,95 m | 2015         | 2027        | TV Großwallstadt              |
|     | Enrico Henoch     | 27.10.1982 (42 Jahre) | Deutschland | Co-Trainer | 1,95 m | 2010         |             | SG LVB Leipzig                |

Betreuerteam
- S. Rohr & L. Brettschneider (Physiotherapeuten)
- Pierre Hepp (Teamarzt)

#### Transfers zur Saison 2025/26
| Zugänge               | Zugänge         | Zugänge           |
| Nation                | Name            | abgebender Verein |
| --------------------- | --------------- | ----------------- |
| Tschechien            | Tomáš Mrkva     | THW Kiel          |
| Schweden              | Adam Lönn       | Pays d’Aix UC     |
| Tschechien            | Tomáš Piroch    | Wisła Płock       |
| Island                | Blær Hinriksson | UMF Afturelding   |
| Deutschland           | Tom Koschek     | VfL Gummersbach   |
| Agypten               | Ahmed Khairy    | al Ahly SC        |
| Stand: 7. August 2025 |                 |                   |

| Abgänge              | Abgänge             | Abgänge                |
| Nation               | Name                | aufnehmender Verein    |
| -------------------- | ------------------- | ---------------------- |
| Norwegen             | Kristian Sæverås    | Frisch Auf Göppingen   |
| Deutschland          | Luca Witzke         | SG Flensburg-Handewitt |
| Deutschland          | Friedrich Schmitt   | Eulen Ludwigshafen     |
| Deutschland          | Stephan Seitz       | ThSV Eisenach          |
| Island               | Andri Már Rúnarsson | HC Erlangen            |
| Deutschland          | Nils Greilich       | unbekannt              |
| Stand: 18. Juli 2025 |                     |                        |

### Bekannte ehemalige Spieler
Zu sehen ist der Kader, der 1966 den Europapokal der Landesmeister in Paris gewonnen hat.
| - Hans-Gert Stein (Trainer) - Hans-Jürgen Eichhorn (Außen) - Lothar Fährmann (Rückraum) - Bodo Fischer (Torwart) - Klaus Franke (Torwart) | - Otto Hölke (Außen) - Erwin Kaldarasch (Außen) - Klaus Langhoff (Rückraum) - Wolf-Dietrich Neiling (Kreis) - Peter Randt (Rückraum) | - Rolf Schmitt (Kreis) - Paul Tiedemann (Rückraum) - Hans-Dieter Wöhler (Rückraum) - Kurt Tittel (Mannschaftsarzt) |

Zu sehen sind Spieler, die in der Neuzeit seit 2007 im Verein gespielt haben und mindestens zehn Länderspiele ihrer jeweiligen Nationalmannschaft nachweisen können, und Spieler, die durch ihre jahrelange Treue zum Verein herausstechen.
| - Maciej Gębala (2018–2024 / 110 Länderspiele) - Aivis Jurdžs (2015–2019 / 84 Länderspiele) - Alen Milosevic (2013–2022 / 60 Länderspiele) - Niclas Pieczkowski (2016–2021 / 41 Länderspiele) - Miloš Putera (2015–2020 / 40 Länderspiele) | - / Andreas Rojewski (2016–2019 / 13 Länderspiele) - Bastian Roscheck (2013–2021 / 4 Länderspiele) - Raul Santos (2018–2020 / 89 Länderspiele) - Kristian Sæverås (2020–2025 / 94 Länderspiele) - Franz Semper (2013–2020 / 25 Länderspiele) | - Henrik Ruud Tovås (2013–2015 / 11 Länderspiele) - Jens Vortmann (2016–2020 / 11 Länderspiele) - Philipp Weber (2013–2016 & 2017–2021 / 87 Länderspiele) - Luca Witzke (2019–2025 / 51 Länderspiele) |

### Trainer
Zu sehen sind die Trainer, die nach der Neuformierung 2007 die erste Herrenmannschaft der SC DHfK begleitet haben. Zusätzlich dazu sind Statistiken zum jeweiligen Engagement des Trainers zu sehen.
Mit dem Erreichen der dritten Liga engagierte man Uwe Jungandreas als Hauptamtlichen Übungsleiter. Mit ihm schaffte man den Sprung in die 2. Liga. Aufgrund von Erfolglosigkeit wurde Jungandreas am 5. Mai 2013 freigestellt. Für ihn übernahm übergangsweise Michael Biegler das Traineramt, der für vier Spiele an der Seitenlinie stand und den Abstieg aus der 2. Liga vermeiden sollte. Nachdem er dies geschafft hatte, übernahm Andre Haber für den Rest der Saison das Amt. Zu Beginn der Saison 13/14 trat Christian Prokop das Traineramt an und führte es bis zum Ende der Saison 16/17 aus, um sich danach dem DHB anzuschließen. Zur Saison 17/18 übernahm Andre Haber wieder das Kommando, bis Michael Biegler sein Engagement bei den Deutschen Handball-Frauen, die die WM 2017 im eigenen Land spielten, beendet hatte. Trainer der SC DHfK Leipzig war ab dem 1. Januar 2018 Michael Biegler. Auf Grund von Herz-Kreislaufproblemen Bieglers war André Haber zwischendurch Trainer und vertrat Biegler auf unbestimmte Zeit an der Seitenlinie. Am 21. September 2018 stand Biegler wieder zur Verfügung, wurde aber vom Verein freigestellt. Am 22. Oktober 2018 löste man den Vertrag mit Biegler einvernehmlich auf und Haber übernahm endgültig die Position des Chef-Trainers, welche er bis jetzt innehat. Am 31. Oktober 2022 wurde Haber nach nur vier Punkten aus acht Ligaspielen freigestellt. Co-Trainer Milos Putera übernahm interimsweise.
| Nr. | Trainername        | Zeit         | Zeit          | Zeit | Ligastatistik | Ligastatistik | Ligastatistik | Ligastatistik | Ligastatistik | Ligastatistik | Ligastatistik | Ligastatistik | Ligastatistik | Ligastatistik | Ligastatistik | Ligastatistik | DHB-Pokalstatistik | DHB-Pokalstatistik | DHB-Pokalstatistik | DHB-Pokalstatistik |
| Nr. | Trainername        | von          | bis           | Tage | Sp            | S             | U             | N             | T             | GT            | Dif           |               |               |               | Punkte        | Punkte Ø      | Sp                 | S                  | N                  |                    |
| --- | ------------------ | ------------ | ------------- | ---- | ------------- | ------------- | ------------- | ------------- | ------------- | ------------- | ------------- | ------------- | ------------- | ------------- | ------------- | ------------- | ------------------ | ------------------ | ------------------ | ------------------ |
| 01  | Karsten Günther    | 1. Juli 2007 | 30. Juni 2008 | 366  | 26            | 24            | 0             | 2             | 0.823         | 0.615         | + 208         | unvollständig | unvollständig | unvollständig | 048 : 04      | 1,846         | 2                  | 1                  | 1                  |                    |
| 02  | Wolfgang Pötzsch   | 1. Juli 2008 | 30. Juni 2009 | 365  | 30            | 9             | 1             | 20            | 0.787         | 0.848         | − 061         | unvollständig | unvollständig | unvollständig | 019 : 041     | 0,633         | 1                  | 0                  | 1                  |                    |
| 03  | Sven Strübin       | 1. Juli 2009 | 30. Juni 2010 | 365  | 26            | 25            | 1             | 0             | 0.852         | 0.609         | + 243         | unvollständig | unvollständig | unvollständig | 051 : 01      | 1,962         | 0                  | 0                  | 0                  |                    |
| 04  | Uwe Jungandreas    | 1. Juli 2010 | 5. Mai 2013   | 1040 | 96            | 56            | 7             | 33            | 2.770         | 2.650         | + 120         | unvollständig | unvollständig | unvollständig | 119 : 073     | 1,240         | 6                  | 4                  | 2                  |                    |
| 05  | Michael Biegler    | 6. Mai 2013  | 29. Mai 2013  | 24   | 4             | 2             | 0             | 2             | 0.102         | 0.101         | + 01          | unvollständig | unvollständig | unvollständig | 04 : 04       | 1,000         | 0                  | 0                  | 0                  |                    |
| 06  | André Haber        | 30. Mai 2013 | 30. Juni 2013 | 32   | 2             | 1             | 1             | 0             | 0.062         | 0.054         | + 08          | unvollständig | unvollständig | unvollständig | 03 : 01       | 1,500         | 0                  | 0                  | 0                  |                    |
| 07  | Christian Prokop   | 1. Juli 2013 | 30. Juni 2017 | 1461 | 140           | 78            | 17            | 45            | 3.823         | 3.637         | + 186         | unvollständig | unvollständig | unvollständig | 173 : 107     | 1,236         | 13                 | 9                  | 4                  |                    |
| 08  | André Haber        | 1. Juli 2017 | 31. Dez. 2017 | 184  | 19            | 12            | 1             | 6             | 0.529         | 0.496         | + 033         | 4             | 0             | 0             | 025 : 013     | 1,316         | 3                  | 3                  | 0                  |                    |
| 09  | Michael Biegler    | 1. Jan. 2018 | 4. Sep. 2018  | 246  | 18            | 6             | 2             | 10            | 0.415         | 0.437         | − 022         | 7             | 1             | 0             | 014 : 022     | 0,778         | 3                  | 2                  | 1                  |                    |
| 10  | André Haber        | 5. Sep. 2018 | 31. Okt. 2022 | 1517 | 95            | 43            | 8             | 44            | 2.515         | 2.525         | − 010         | 25            | 1             | 0             | 094 : 096     | 0,989         | 4                  | 2                  | 2                  |                    |
| 11  | Miloš Putera       | 1. Nov. 2022 | 7. Nov. 2022  | 7    | 1             | 0             | 0             | 1             | 25            | 26            | − 01          | 0             | 0             | 0             | 0 : 02        | 0,000         | 1                  | 0                  | 1                  |                    |
| 12  | Rúnar Sigtryggsson | 9. Nov. 2022 | 11. Juni 2025 | -    | -             | -             | -             | -             | -             | -             | -             | -             | -             | -             | -             | -             | -                  | -                  | -                  |                    |
| 13  | Raúl Alonso        | 7. Juli 2025 | offen         | -    | -             | -             | -             | -             | -             | -             | -             | -             | -             | -             | -             | -             | -                  | -                  | -                  |                    |

### Halle
Seit dem Neustart in der Saison 2007/08 spielte die erste Mannschaft in der Ernst-Grube-Halle auf dem Campus Jahnallee. Zur Zweitliga Saison 2011/12 trug man das erste Mal ein Spiel in der Arena Leipzig (Teil des Sportforums Leipzig) aus, um die größere Kapazität auszunutzen. Dort stellte man mit 6.317 Zuschauern einen neuen Zuschauer-Rekord auf. Zur folgenden Saison wechselte man komplett in die Arena Leipzig, mit der Ausnahme, dass das Spiel gegen Rostock noch in der Ernst-Grube-Halle stattfand. Seit der Saison 2013/14 spielt man nun ununterbrochen in der Arena Leipzig. Die Halle heißt seit Oktober 2019 offiziell Quarterback Immobilien Arena und hat eine maximale Kapazität von 8.200 Zuschauern in der für die Handballer gängigen bestuhlten Konfiguration. Man nutzt bisher immer eine kleinere Variante der Bestuhlung, Ausnahmen sind Spitzenspiele, bei denen viele Zuschauer erwartet werden. Zu den Spitzenspielen wird eine Variante zwischen der maximalen Bestuhlung und der normalen Bestuhlung gewählt.

### Sponsoren
| Aktueller Hauptsponsor Historie Hauptsponsor - Leipziger Gruppe (07/2009 – 06/2028) - fluege.de ( – 08/2016) | Aktueller Teamausrüster - Craft Historie Ausrüster - Craft (07/2020 – 06/2026) - Puma (07/2017 – 06/2020) - Hummel ( – 06/2017) |

| Aktuelle Sponsoren auf der Spielkleidung - Trikot: Leipziger, DHL, Relaxdays, REWE, Sachsenlotto, Allianz, Sparkasse Leipzig - Hose: Allianz & Sparkasse Leipzig |

Jeder Spieler hat außerdem auf der linken Ärmelseite das HBL Logo und auf dem rechten Ärmelseite das Logo eines Patensponsors.

### Zweite Mannschaft
Seit der Neugründung 2007 spielt die zweite Mannschaft im Amateurbereich in der Bezirksliga und -klasse. Am 11. April 2018 gab der Verein und die Abteilung Handball der SG LVB Leipzig bekannt, für die Saison 2018/19 eine Spielgemeinschaft zu bilden. Während dieser Saison nahmen alle Teams beider Vereine unter dem Namen „SG Leipzig“ am Spielbetrieb teil. Mit der Spielgemeinschaft soll dem Nachwuchs innerhalb von Leipzig Spielpraxis auf hohem Niveau (3. Liga) gewährleistet werden. Dies hat zur Folge, dass es eine „neue“ Zweite gibt und die ursprüngliche zweite zur dritten wird. Die Zweite spielte in der Saison 2018/19 in der 3. Liga unter dem Namen SG Leipzig II. Nach einer Saison löste sich die Spielgemeinschaft wieder auf und die 3.-Liga-Mannschaft tritt unter dem Namen der SC DHfK Leipzig an.

### Weitere Mannschaften
Der SC DHfK Leipzig hatte von 2011 bis 2013 eine Spielgemeinschaft mit dem NHV Concordia Delitzsch. Die beiden neuen Mannschaften traten unter dem Namen „SG DHfK / NHV Concordia“ in der Sachsenliga und Verbandsliga West an.
Von 2013 bis 2018 bildete man eine Spielgemeinschaft mit der SG Germania Zwenkau unter dem Namen „SG Leipzig-Zwenkau“. Die erste Männermannschaft der Spielgemeinschaft spielte in der Sachsenliga, die zweite Mannschaft spielte in der Verbandsliga Staffel West. Die dritte Mannschaft der SC DHfK Leipzig spielt in der Bezirksliga Leipzig und die vierte Mannschaft in der Bezirksklasse Leipzig.

### Jugend
Im Mai 2010 gründete man mit der SG LVB Leipzig und dem 1. SV Concordia Delitzsch, die Handball Akademie Leipzig/Delitzsch. Die Akademie sollte eine Ära des leistungsorientierten männlichen Jugendhandballs in Mitteldeutschland einleiten, und wurde drei Jahre nach ihrer Gründung wieder eingestellt. Alle Jugendmannschaften wurden wieder in den SC DHfK eingegliedert. Es gibt seitdem immer wieder Kooperationen mit anderen Vereinen im Jugend Bereich.
Die A-Jugend spielt in der A-Jugend-Bundesliga und teilweise im Männerbereich. Die B-Jugend spielt in der Mitteldeutschen Oberliga der B-Jugend und der Sachsenliga der A-Jugend. Die C-Jugend kommt in der Sachsenliga der männliche C-Jugend zum Zug. Die zwei Mannschaften der D-Jugend spielen in einer Kooperation mit dem HSV Mölkau unter dem Namen SG Leipzig-Mölkau. Die erste Mannschaften spielt in der Sachsenliga der D-Jugend, die zweite Mannschaft in der Bezirksliga Leipzig der D-Jugend und der Kreisliga Leipzig der D-Jugend. Die beiden Mannschaften der E-Jugend spielen in der Bezirksliga Leipzig und der Kreisliga Leipzig der E-Jugend. Die 2. Mannschaft der D-Jugend und die beiden E-Jugend Mannschaften spielen in zwei Ligen, da die klassentieferen Ligen schon im November/Dezember beendet sind. Die „Minis“ spielen in einem alternativen Spielbetrieb. Insgesamt nahmen in der Saison 2016/17 sieben männliche Nachwuchsteams am Spielbetrieb teil.
Einen großen Erfolg feierte man 2014 mit dem Gewinn der Deutschen B-Jugend-Meisterschaft durch einen 25:21-Sieg über die Füchse Berlin.
| - 2014 Deutscher Meister der B-Jugend - 2015 Deutscher Meister der A-Jugend - 2016 Deutscher Meister der A-Jugend |

#### A-Jugend
| Saison                            | Liga             | Platz | Sp. | S  | U | N  | Tore      | Diff. | Punkte  | Play-off          | Trainer  |
| --------------------------------- | ---------------- | ----- | --- | -- | - | -- | --------- | ----- | ------- | ----------------- | -------- |
| 2011/12                           | Bundesliga Ost   | 7.    | 22  | 9  | 3 | 10 | 687 : 668 | + 019 | 21 : 23 | nicht erreicht    |          |
| 2012/13                           | Bundesliga Ost   | 7.    | 22  | 12 | 0 | 10 | 639 : 599 | + 040 | 24 : 20 | nicht erreicht    |          |
| 2013/14                           | Bundesliga Ost   | 7.    | 22  | 11 | 0 | 11 | 653 : 615 | + 038 | 22 : 22 | nicht erreicht    |          |
| 2014/15                           | Bundesliga Ost   | 1.    | 22  | 22 | 0 | 0  | 634 : 493 | + 141 | 44 : 0  | Deutscher Meister | Haber    |
| 2015/16                           | Bundesliga Ost   | 1.    | 22  | 21 | 0 | 1  | 714 : 500 | + 214 | 42 : 02 | Deutscher Meister | Haber    |
| 2016/17                           | Bundesliga Ost   | 2.    | 22  | 20 | 1 | 1  | 638 : 522 | + 116 | 41 : 03 | Halbfinale        | Haber    |
| 2017/18                           | Bundesliga Ost   | 1.    | 22  | 16 | 1 | 5  | 648 : 588 | + 060 | 33 : 11 | Viertelfinale     | Stockmar |
| 2018/19                           | Bundesliga Mitte | 4.    | 22  | 13 | 3 | 6  | 662 : 590 | + 072 | 29 : 15 | nicht erreicht    | Stockmar |
| 2019/20                           | Bundesliga Ost   | 3.    | 9   | 7  | 0 | 2  | 275 : 230 | + 045 | 14 : 04 | Meisterrunde      | Stockmar |
| 2019/20                           | Meisterrunde     | 6.    | 10  | 4  | 1 | 5  | 276 : 279 | − 03  | 09 : 11 | Saison Abbruch    | Stockmar |
| 2020/21                           | Bundesliga Ost   | 2.    | 6   | 5  | 0 | 1  | 185 : 147 | + 038 | 10 : 02 |                   | Albrecht |
| Gold unterlegt: Deutscher Meister |                  |       |     |    |   |    |           |       |         |                   |          |

- Die erste Bundesliga-Saison beendete man in der Staffel Ost, unter dem Namen der HB Akademie Leipzig/Delitzsch, auf dem siebten Tabellenplatz. Die Mannschaft konnte neun Partien für sich entscheiden und eine positive Torbilanz erreichen.
- Mit zwölf Siegen und zehn Niederlagen erreichte man in der Saison 2012/13 eine positive Bilanz, was zu einem siebten Platz in der Tabelle reichte.
- Die Saison 2013/14 beendete man in der Staffel Ost auf dem siebten Tabellenplatz, welchen man schon zum dritten Mal erreichte. Mit elf Siegen und elf Niederlagen schloss man die Saison ausgeglichen ab.
- Die vierte Saison der A-Jugend in der Bundesliga war die bis dahin erfolgreichste im Jugendbereich. Seit der Saison trat man unter dem Namen der SC DHfK Leipzig an. Als ungeschlagener Staffelsieger erreichte man mit 22 Siegen das Viertelfinale der Deutschen Meisterschaft. Dort besiegte man die HSG Handball Lemgo im Hin- und Rückspiel und zog ins Halbfinale ein. Im Halbfinale traf man auf den Meister der letzten Jahre, die Füchse Berlin Reinickendorf. Das Hinspiel gewann die Mannschaft Zuhause mit 30:28, im Rückspiel musste man sich mit 29:30 geschlagen geben, was aber zum Einzug ins Finale reichte. Im Finale traf man auf die HSG Dutenhofen/Münchholzhausen, den Zweitplatzierten der Gruppe Ost hinter den Leipzigern. Das Hinspiel in Wetzlar verlor man vor etwa 1300 Zuschauern deutlich mit 26:32. Das Rückspiel in der Arena Leipzig vor rund 1500 Zuschauern gewann die A-Jugend mit 33:25 und sicherte sich damit die erste Deutsche Meisterschaft in der A-Jugend.
- In der Saison 2015/16 beendete man die Gruppenphase als erster, mit nur einer Niederlage an 22. Spieltagen. Im Viertelfinale um die deutsche Meisterschaft traf man auf den THW Kiel, den man mit 27:18 und 31:24 deutlich seine Grenzen aufzeigte. Ebenfalls zwei Siege, 26:24 und 35:26 gegen die TSV GWD Minden reichten für den Einzug ins Finale. Das Finale bestritt man gegen den Sieger der Nordstaffel, dem SC Magdeburg. Die Heimpartie gewann man vor 1.563 Zuschauern in der Arena Leipzig mit 35:31. Und erarbeitete sich damit ein gutes Polster für das Rückspiel. In der H.-Gieseler-Sporthalle Magdeburg machte das Team von Trainer Andre Haber dann mit einem 28:24-Sieg die zweite Deutsche Meisterschaft in Folge perfekt.
- Die Gruppenphase der Bundesliga 2016/17 beendete man auf dem zweiten Platz hinter der HSG Dutenhofen/Münchholzhausen, mit nur einem Unentschieden und einer Niederlage. Dabei war das Team schon vor dem 16. Spieltag für die nächste Bundesliga-Saison qualifiziert gewesen. Im Viertelfinale traf die Mannschaft von Trainer Andre Haber auf die TSV GWD Minden und entschied mit 31:27 und 27:26 beide Spiele für sich. Das Halbfinale bestritt die Mannschaft gegen den Sieger der Staffel Nord, die Füchse Berlin Reinickendorf. Das Hinspiel in der Sporthalle Brüderstraße verlor man mit 28:30 und auch im Rückspiel musste man sich den Berlinern mit 34:35 geschlagen geben.
- Die Saison 2017/18 bestritt die Mannschaft in der Ost-Staffel. Das erste Spiel fand am 9. September 2017 statt. Das Team vom neuen Trainer Oliver Stockmar gewann zur Eröffnung gegen die HSC 2000 Coburg deutlich mit 36:25. Die Mannschaft beendete die Gruppenphase auf dem 1. Platz der Tabelle und traf im Viertelfinale auf den VfL Gummersbach. Das Hinspiel in Gummersbach verlor man mit 30:32 und auch im Heimspiel musste man sich mit 29:35 geschlagen geben.
- Zur Saison 2018/19 startet man in der neuen Staffel Mitte in die Bundesliga. Diese beendete man auf dem vierten Platz, was zur direkten qualifikation für die nächste Saison führte.
- Die Saison 2019/20 begann man in der Staffel Mitte in die Bundesliga. Diese beendete man nach einfacher Hinrunde auf dem 3. Platz, punktgleich mit dem SC Magdeburg und hinter den Füchsen Berlin. Der dritte Platz reichte zur Teilnahme an der Meisterrunde, welche man aufgrund der Corona-Pandemie nach 10 Spieltagen auf dem 6. Platz beendete.
- Die Saison 2020/21 begann man in der Staffel Ost in die Bundesliga.

## Frauen
Bereits im ersten Jahr ihres Bestehens spielte die Frauenmannschaft des SC DHfK Leipzig in der DDR-Oberliga. Im Gegensatz zu der Männermannschaft konnten die Frauen jedoch keine nennenswerten Erfolge feiern und mussten zwischenzeitlich sogar in die zweite Liga absteigen (1958). Trotz sofortigen Wiederaufstiegs blieb der SC DHfK – abgesehen vom DDR-Vizemeistertitel auf dem Großfeld 1963 – in den folgenden Oberliga-Spielzeiten eher unauffällig, bevor im Jahre 1965 die gesamte (Hallenhandball-)Mannschaft ganz aufgelöst wurde. Während die meisten der Spielerinnen zur damaligen Konkurrenz (SC Leipzig bzw. Dynamo Leipzig) wechselten, existierte die Mannschaft im Großfeld-Handball noch bis zur Einstellung des Liga-Spielbetriebs im Jahr 1966.
Aktuell gibt es nur noch ein Frauenteam im Verein, die Mannschaft spielt in der Regionsoberliga Leipzig.